# Nizhnekamsky (huyện)
Huyện Nizhnekamsky (tiếng Nga: ? райо́н) là một huyện hành chính tự quản (raion), của Tatarstan, Nga. Huyện có diện tích 1699 km², dân số thời điểm ngày 1 tháng 1 năm 2000 là 38900 người. Trung tâm của huyện đóng ở Nizhnekamsk.